# Ælla af Northumbria
Ælla (eller Ælle eller Aelle, fl. 866; død 21. marts 867) var konge af Northumbria, et kongerige i middelalderens England i midten af 800-tallet. Kilder til Northumbrias historie på dette tidspunkt er begrænsede, så Ælles herkomst og datering af starten på hans regeringstid er usikker.
Ifølge den Angelsaksiske Krønike omtales Ællas også i mundtligt overlevede kilder fra Skandinavien, som blandt andet sagaerne. Ifølge sidstnævnte fangede Ælla den dansk-svenske sagnkonge Regnar Lodbrog og sendte ham i døden i en ormegård. Den historiske invasion af Northumbria i 866 skete ifølge sagaen Ragnarssona þáttr som gengældelsesaktion for henrettelsen af Lodbrog. Mens nordiske kilder påstår, at Lodbrogs søn torturerede Ælla til døde med en blodørn, så beskriver angelsaksiske kilder, at han døde under slaget ved York d. 21. marts 867. Ifølge den amerikanske filolog Roberta Frank i hendes bog Viking Atrocity and Skaldic Verse: The Rite of the Blood-Eagle blev "forskellige elementer fra sagaerne - blodørnen, deling af ribbenene, lungeoperation og 'saltstimulans' - kombineret i opfindsomme sekvenser til at frembringe mest mulig gru." Hun konkluderer, at sagaernes forfattere havde misforstået allitterative kenningre, der hentydede til at efterlade ens fjerner med hovedet nedad på slagmarken med deres rygge revet op, så de kunne blive spist af ådselsædende fugle. Det kan således være, at "blodørnen" i virkeligheden skal tolkes som at Ælla døde på slagmarken.